# Theodor Fritzsch
Emil Theodor Fritzsch (* 2. Oktober 1868 in Auerbach/Vogtl.; † 1952 in Mainz) war ein deutscher Pädagoge.

## Leben und Wirken
Fritzsch stammte aus dem sächsischen Vogtland und war seit 1892 ständiger Lehrer in Leipzig. Er arbeitete im Verein für wissenschaftliche Pädagogik als Anhänger Herbarts und T. Zillers. Nach erfolgreicher Zulassung zum Studium, promovierte er an der Universität Leipzig 1901 zum Dr. phil. Danach wurde er Schuldirektor in Leipzig, ab 1914 Bezirksschulinspektor in Rochlitz und ab 1919 Bezirksoberschulrat in Grimma. 1920 wechselte er als Oberschulrat nach Dresden. 1926 wurde er Bezirksschulrat im Schulaufsichtsbezirk Dresden III. 1934 trat er in den Ruhestand.
Er genoss seinen guten Ruf als Johann-Friedrich-Herbart-Forscher. Seine wissenschaftliche Tätigkeit umfasste eine stattliche Anzahl von Abhandlungen und Schriften. Auch durch die Herausgabe mehrerer philanthropischer und pädagogischer Werke trug Fritzsch dazu bei, dass dem Philanthropismus als pädagogischer Bewegung volle Aufmerksamkeit geschenkt wurde. Er war außerdem Leiter der Sachsengruppe der Gesellschaft für Deutsche Erziehungs- und Schulgeschichte.

## Nachlass
Sein wissenschaftlicher Nachlass befindet sich im Sächsischen Staatsarchiv.

## Schriften (Auswahl)
- Johann Bernhard Basedows Methodenbuch für Väter und Mütter der Familien und Völker. Mit Einleitung, Anmerkungen und Registern hrsg. von Theodor Fritzsch, Koehler, Leipzig 1913.
- Allgemeine Pädagogik aus dem Zweck der Erziehung abgeleitet, von Johann Friedrich Herbart. Mit Einleitung und Anmerkungen hrsg. von Theodor Fritzsch. Reclam, Leipzig [1920].
- Johann Friedrich Herbarts Leben und Lehre, mit besonderer Berücksichtigung seiner Erziehungs- und Bildungslehre. B. G. Teubner, Leipzig, Berlin 1921.
- Grundgedanken der Arbeitsschule historisch-kritisch betrachtet. Bleyl & Kaemmerer, Dresden-Blasewitz, 1922.
- (mit Rudolf Hildebrand): Vom deutschen Sprachunterricht in der Schule und von deutscher Erziehung und Bildung überhaupt. E. Wiegandt, Leipzig 1925.